# Начо Феррі
Ігнасіо Фе́ррі Хулія́ (ісп. Ignacio Ferri Julià; нар. 5 жовтня 2004) — іспанський футболіст, нападник бельгійського клубу «Вестерло».

## Клубна кар'єра

### «Айнтрахт» (Франкфурт)
Вихованець іспанських команд «Монтавернер», «Онтеньєнте» і «Альсіра». 27 лютого 2021 року приєднався до академії німецького клубу «Айнтрахт» (Франкфурт). 30 липня 2022 року дебютував за резервну команду в матчі Гессенліги проти «Баварії» (Альценау), забивши свій перший гол у кар'єрі. 3 листопада 2022 року підписав з клубом свій перший професіональний контракт, що розрахований до 2025 року. 25 березня 2023 року в поєдинку проти «Штайнбах II» оформив хет-трик.
11 серпня 2023 року продовжив контракт з клубом до літа 2026 року. 24 вересня дебютував в основному складі «Айнтрахта» в матчі німецької Бундесліги проти «Фрайбурга», замінивши Фареса Шаїбі. 4 листопада 2023 року в поєдинку Бундесліги проти берлінського «Уніона» забив свій перший гол за «Айнтрахт».

#### Оренда в «Кортрейк»
29 червня 2024 року продовжив контракт з клубом до 2028 року, після чого відправившись в сезонну оренду в бельгійський «Кортрейк» з правом викупу. 28 липня дебютував за нову команду в матчі бельгійської Про-ліги проти «Гента», вийшовши на заміну Іверу Фоссуму. 4 серпня 2024 року в поєдинку проти клубу «Серкль» (Брюгге) забив свій перший гол за «Кортрейк». За час оренди провів 34 матчі, в яких забив 8 голів, а його команда понизилась в класі.

### «Вестерло»
8 липня 2025 року перейшов у бельгійський «Вестерло», підписавши чотирирічний контракт. Сума трансферу становила 2 млн євро. 27 липня дебютував за «Вестерло» в матчі Про-ліги проти «Андерлехта», замінивши Ісу Сакамото.

## Кар'єра в збірній
Виступав за збірні Іспанії до 15 і до 19 років.

## Статистика виступів
Станом на 9 серпня 2025 
| Клуб                      | Сезон             | Чемпіонат                          | Чемпіонат | Чемпіонат | Кубок | Кубок | Єврокубки | Єврокубки | Інші  | Інші | Всього | Всього |
| Клуб                      | Сезон             | Дивізіон                           | Матчі     | Голи      | Матчі | Голи  | Матчі     | Голи      | Матчі | Голи | Матчі  | Голи   |
| ------------------------- | ----------------- | ---------------------------------- | --------- | --------- | ----- | ----- | --------- | --------- | ----- | ---- | ------ | ------ |
| «Айнтрахт» (Франкфурт) II | 2022–23           | Гессенліга                         | 33        | 26        | —     | —     | —         | —         | —     | —    | 33     | 26     |
| «Айнтрахт» (Франкфурт) II | 2023–24           | Регіональна ліга «Південний захід» | 19        | 10        | —     | —     | —         | —         | —     | —    | 19     | 10     |
| «Айнтрахт» (Франкфурт) II | Всього            | Всього                             | 52        | 36        | 0     | 0     | 0         | 0         | 0     | 0    | 52     | 36     |
| Айнтрахт (Франкфурт)      | 2023–24           | Бундесліга                         | 8         | 1         | 1     | 0     | 4         | 0         | —     | —    | 13     | 1      |
| → Кортрейк                | 2024–25           | Про-ліга                           | 32        | 8         | 2     | 0     | —         | —         | —     | —    | 34     | 8      |
| Вестерло                  | 2025–26           | Про-ліга                           | 3         | 0         | 0     | 0     | —         | —         | —     | —    | 3      | 0      |
| Всього за кар'єру         | Всього за кар'єру | Всього за кар'єру                  | 95        | 45        | 3     | 0     | 4         | 0         | 0     | 0    | 102    | 45     |

1. ↑  Матчі в Лізі конференцій УЄФА